# Maria Amalia a celor Două Sicilii
Maria Amalia Teresa a celor Două Sicilii (26 aprilie 1782 – 24 martie 1866) a fost regină a Franței ca soție a regelui Ludovic-Filip.

## Familie
Prințesa Maria Amalia s-a născut la 26 aprilie 1782 la Palatul Caserta în afara Neapolelui, Italia. Părinții ei erau regele Neapolelui și Siciliei, Ferdinand al IV-lea și soția lui, fiica împărătesei Maria Tereza a Austriei, Maria Carolina.
Sora mamei sale, Maria Antoaneta, era regină a Franței în momentul nașterii sale.
Frații ei au fost: Prințul Carlo, Duce de Calabria, care a murit de variolă în 1778; viitorul rege Francisc și Prințul Leopold, Prinț de Salerno. 
Surorile ei au fost: împărătesa Sfântului Imperiu Roman, Marea Ducesă de Toscana, Maria Cristina, regină a Sardiniei și Prințesa de Asturia.
Ca tânără prințesă italiană a fost educată în tradiția catolică. Mama ei, Maria Carolina, a încercat să facă parte din viața fiicei ei, așa cum anterior, faimoasa ei mamă, Maria Tereza a Austriei, a încercat să facă. Încă de când era mică, mama și mătușa sa Maria Antoaneta au aranjat pentru ea logodna cu fiul Mariei Antoaneta, viitorul rege al Franței. În tot acest timp, mama ei a încurajat-o să-și amintească că într-o zi va fi regină.  În mod tragic, logodnicul a murit în 1789.
La izbucnirea Revoluției Franceze în 1789 curtea napolitană nu a fost ostilă mișcării. Când monarhia franceză a fost abolită și mătușa și unchiul ei au fost executați, părinții ei s-au alăturat Primei Coaliții împotriva Franței în 1793. Deși s-a semnat pacea cu Franța în 1796, în 1798 conflictul era acerb. S-a decis ca familia regală să fugă în Regatul Siciliei. Familia a plecat din Napoli la 21 decembrie 1798 la bordul navei regale britanice HMS Vanguard, care a fost la rândul său protejat de alte două nave de război napolitane.
La bordul navei, fratele ei mai mic, Albert, a murit de epuizare în ziua de Crăciun la vârsta de 6 ani. A fost înmormântat la Palermo imediat ce familia a ajuns aici. Maria Amalia a fost forțată să-și părăsească casa la vârsta de 18 ani și să petreacă următorii ani în diferite locuințe regale pentru a scăpa de vremurile tulburi din Italia.

## Căsătoria

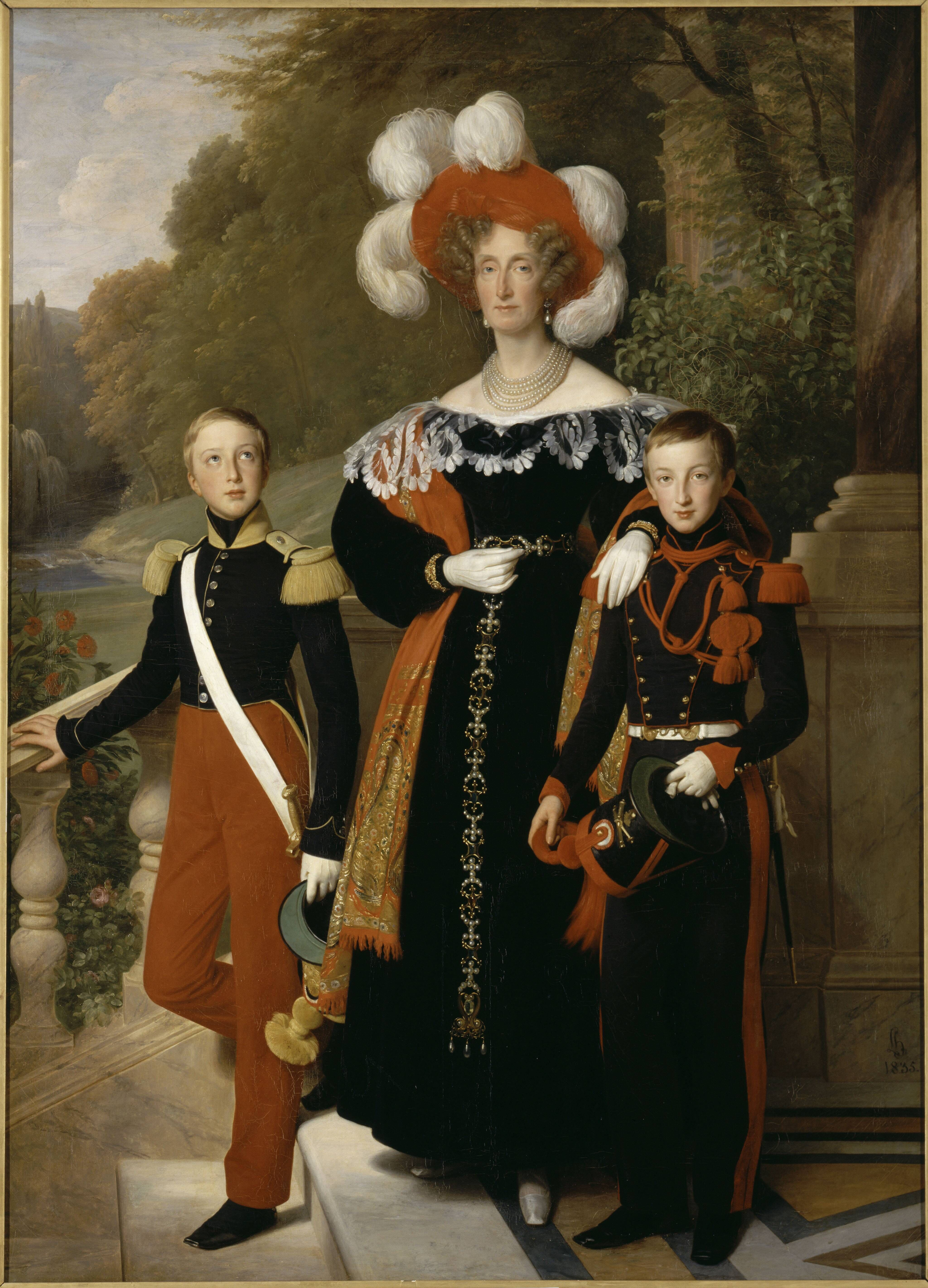
Regina Maria Amalia a Franței cu cei doi copii mai mici, Henry de Orleans, Duce de Aumale (1822) și Antoine de Orleans, Duce de Montpensier (1824).

În timpul călătoriilor și-a întâlnit viitorul soț, Ludovic Filip d'Orléans, de asemenea forțat să părăsească Franța în timpul complicațiilor politice ale Revoluției Franceze. Tatăl lui Ludovic-Filip fusese ghilotinat în timpul Revoluției deși el fusese un susținător al acesteia.
Cei doi s-au căsătorit în 1809, la trei ani după ce s-au întâlnit iar Maria Amalia a devenit Ducesă de Orléans. Înainte ca soțul ei să ajungă la putere, Maria Amalia și soțul ei au trebuit să facă față problemei persistente a banilor, datorită faptului că nu aveau alt venit în afară de ce au primit de la Coroana engleză.
În 1830, ca urmare a Revoluției din Iulie, Ludovic-Filip a devenit rege al Franței. Maria Amalia nu a jucat un rol activ în viața politică.

### Copii
1. Ferdinand-Philippe d'Orléans (3 septembrie 1810–1842) căsătorit cu Ducesa Helen de Mecklenburg-Schwerin
2. Louise d'Orléans (3 aprilie 1812–1850), căsătorită cu Leopold I al Belgiei
3. Marie d'Orléans (12 aprilie 1813–1839), căsătorită cu Ducele Alexandru de Württemberg (1804–1881)
4. Louis d'Orléans, Duce de Nemours (25 octombrie 1814–1896), căsătorit cu Prințesa Victoria de Saxa-Coburg-Kohary
5. Françoise d'Orléans (28 martie 1816–1818)
6. Clémentine d'Orléans (3 iunie 1817–1907), căsătorită cu August de Saxa-Coburg-Kohary
7. François d'Orléans, Prinț de Joinville (14 august 1818–1900), căsătorit cu Francisca a Braziliei
8. Charles, Duce de Penthièvre (1 ianuarie 1820–1828)
9. Henri d'Orléans, Duce de Aumale (16 iunie 1822–1897), căsătorit cu Prințesa Maria Carolina Augusta de Bourbon-Două Sicilii
10. Antoine d'Orléans, Duce de Montpensier (31 iulie 1824–1890), căsătorit cu Luisa Fernanda a Spaniei

## Exilul și decesul
După ce soțul ei a fost forțat să demisioneze în evenimentele extrem de turbulente ale Revoluției de la 1848, familia regală a fugit în Anglia. Ludovic-Filip a murit doi ani mai târziu. După moartea soțului ei, Maria Amalia a continuat să trăiască în Anglia, unde participa la liturghie în fiecare zi. Regina Maria Amalia a murit la 24 martie 1866 la aproape 84 de ani. Conform dorinței ei, a fost îmbrăcată cu rochia pe care o purta în 1848 când ea și soțul ei au părăsit Franța.